# Оконек (гмина)
Оконек (пол. Okonek) — гмина (волость) в Польше, входит как административная единица в Злотувский повет, Великопольское воеводство. Население — 8975 человек (на 2004 год).

## Сельские округа
1. Борки
2. Боруцино
3. Брокенцино
4. Хвалиме
5. Чосанец
6. Джевице
7. Глинки-Мокре
8. Глинки-Сухе
9. Лендычек
10. Лётынь
11. Любничка
12. Ломчево
13. Пнево
14. Подгае
15. Венгожево-Щецинецке

### Сёла, не входящие в округа
1. Анелин
2. Бабий Двур
3. Войнувко
4. Дольник
5. Крушка
6. Любница
7. Любницкий Млын
8. Пшыбыслав
9. Рыдзынка
10. Скоки
11. Циосанец-Больково
12. Черск

## Соседние гмины
1. Гмина Борне-Сулиново
2. Гмина Чарне
3. Гмина Дебжно
4. Гмина Ястрове
5. Гмина Липка
6. Гмина Щецинек
7. Гмина Злотув